# Stary Staw (Ostrów Wielkopolski)
Stary Staw (Starystaw, niem. Altteich) – część Ostrowa Wielkopolskiego obejmująca tereny przy jego północnej granicy.

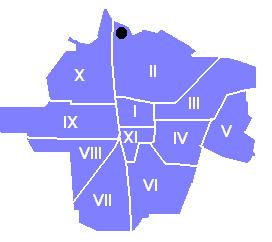
Lokalizacja Starego Stawu

Dawna osada, należący od początków XX wieku do majątku Karski. W 1979 jego część południowa została włączona do Ostrowa, część północna stanowi samodzielną wieś.
Część ostrowska Starego Stawu zlokalizowana jest w widłach linii kolejowych do Poznania i Łodzi, na północnych obrzeżach Piasków-Szczygliczki. Nie ma stałych mieszkańców.